# Ciudad Madera
Ciudad Madera is een stadje in de Mexicaanse deelstaat Chihuahua. De plaats telt 15.267 inwoners (2005) en maakt deel uit van de gelijknamige gemeente Madera.
De beweging Communistische Liga 23 September ontleent haar naam aan een aanslag op een kazerne in Ciudad Madera op 23 september 1965.